# Etisk plattform för prioriteringar inom hälso- och sjukvården
Den etiska plattformen för prioriteringar inom hälso- och sjukvården antogs av Sveriges riksdag 1997 för att styra prioriteringar inom hälso- och sjukvården i Sverige.

## Prioriteringar
Prioriteringarna ska utgå från tre grundläggande etiska principer, i rangordning:
1. Människovärdet: Alla människor har lika värde och samma rätt oberoende av personliga egenskaper och funktioner i samhället. ("Människovärdesprincipen"[2])
2. Behov och solidaritet: Resurserna bör i första hand fördelas till de områden där behoven är störst. ("Behovs- och solidaritetsprincipen")
3. Kostnadseffektivitet: Man bör eftersträva en rimlig relation mellan kostnader och effekt då man väljer mellan verksamhetsområden eller åtgärder mätt i hälsa och livskvalitet. ("Kostnadseffektivitetsprincipen"[2])

Rangordningen innebär att om det finns effektiva åtgärder så går svåra sjukdomar före lindrigare, även om vården av de svårare tillstånden kostar väsentligt mycket mer.

### Andra tänkbara prioriteringar
Det har även diskuterats för- och nackdelar med att lägga till en ansvarsprincip som berör självförvållad sjukdom eller skada. En nyttoprincip skulle, utöver självförvållad sjukdom eller skada, även ta hänsyn till ålder.
Enligt en rapport 2022 saknar många metoder som används i sjukvården tillräcklig bevisad effekt. Insatser som har liten patientnytta kostar stora summor varje år.